# Daniel Mornet
Daniel Mornet, född 21 mars 1878, död 16 september 1954, var en fransk litteraturhistoriker.
Mornet blev professor vid Sorbonne 1929 och var från 1922 redaktör för Revue d'histoire littéraire de la France. Som Gustave Lansons främsta lärjunge hävdade Mornet liksom denne gentemot subjektivistiska riktningar inom litteraturhistorien dennas strängt historiska karaktär. Mornet gav viktiga bidrag till 1700-talets idéhistoria. Hans främsta arbete är Le sentiment de la nature en France, de J. J. Rousseau à B. de Saint-Pierre (1907), Les sciences de la nature en France a XVIII:e siècle (1911), Le romantisme en France au XVIII:e siècle (3:e utgåvan 1933), La pensée française au XVIII:e siècle (3:e upplagan 1932), Histoire de la clarté française (1929) och Les origines intellectuelles de la révolution française (1933).